# Achim (Weser)

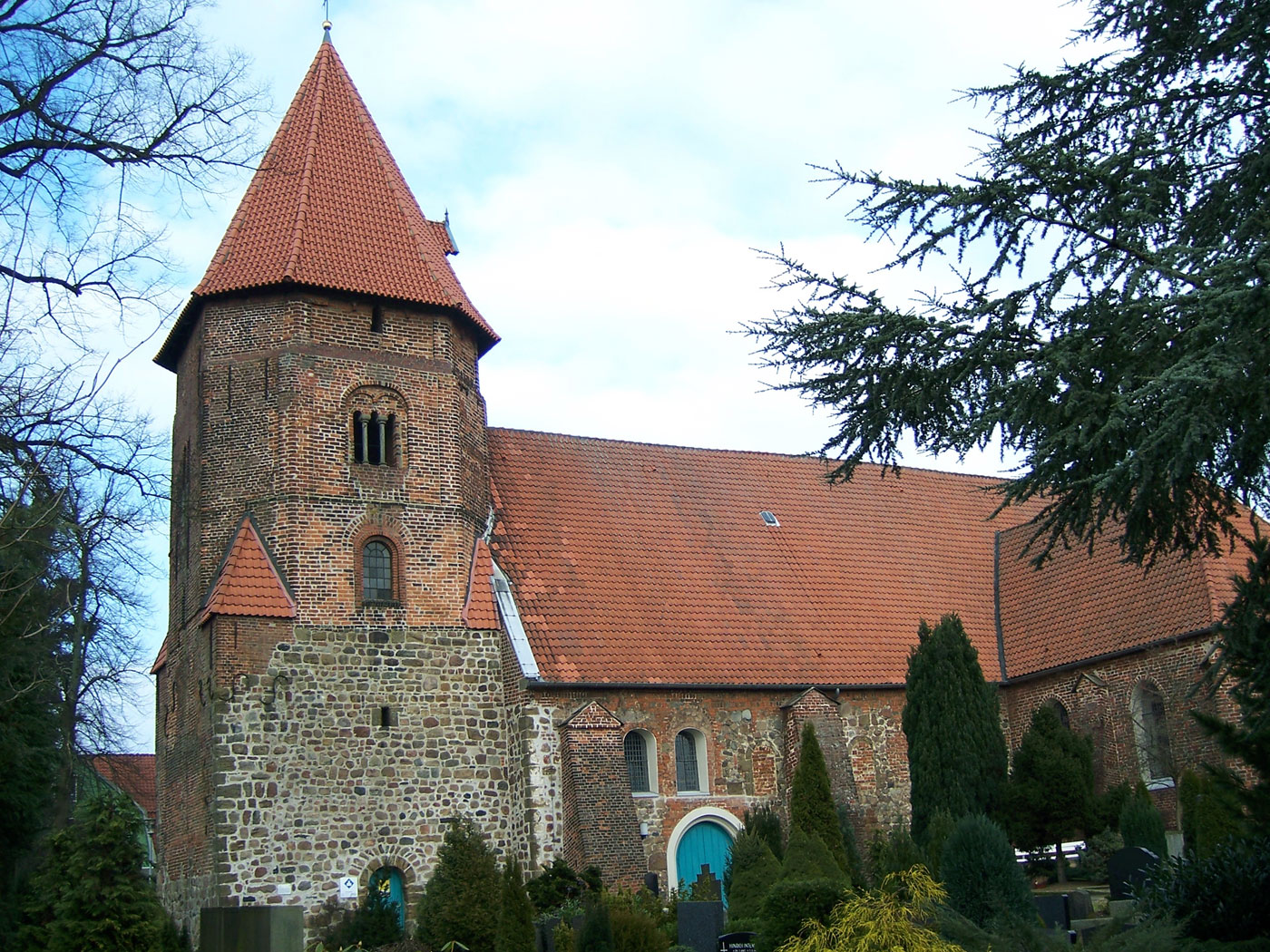
Achim (Weser)

Achim [ˈaxim] este un municipiu și cel mai mare oraș (populație 30.059 (decembrie 2006)) din districtul Verden, Saxonia Inferioară, Germania. Este situat pe malul drept al râului Weser, approx. 17 km nord-vest de Verden, și 16 km sud est de Bremen.  Primarul orașului este Uwe Kellner.